# Silla de biblioteca

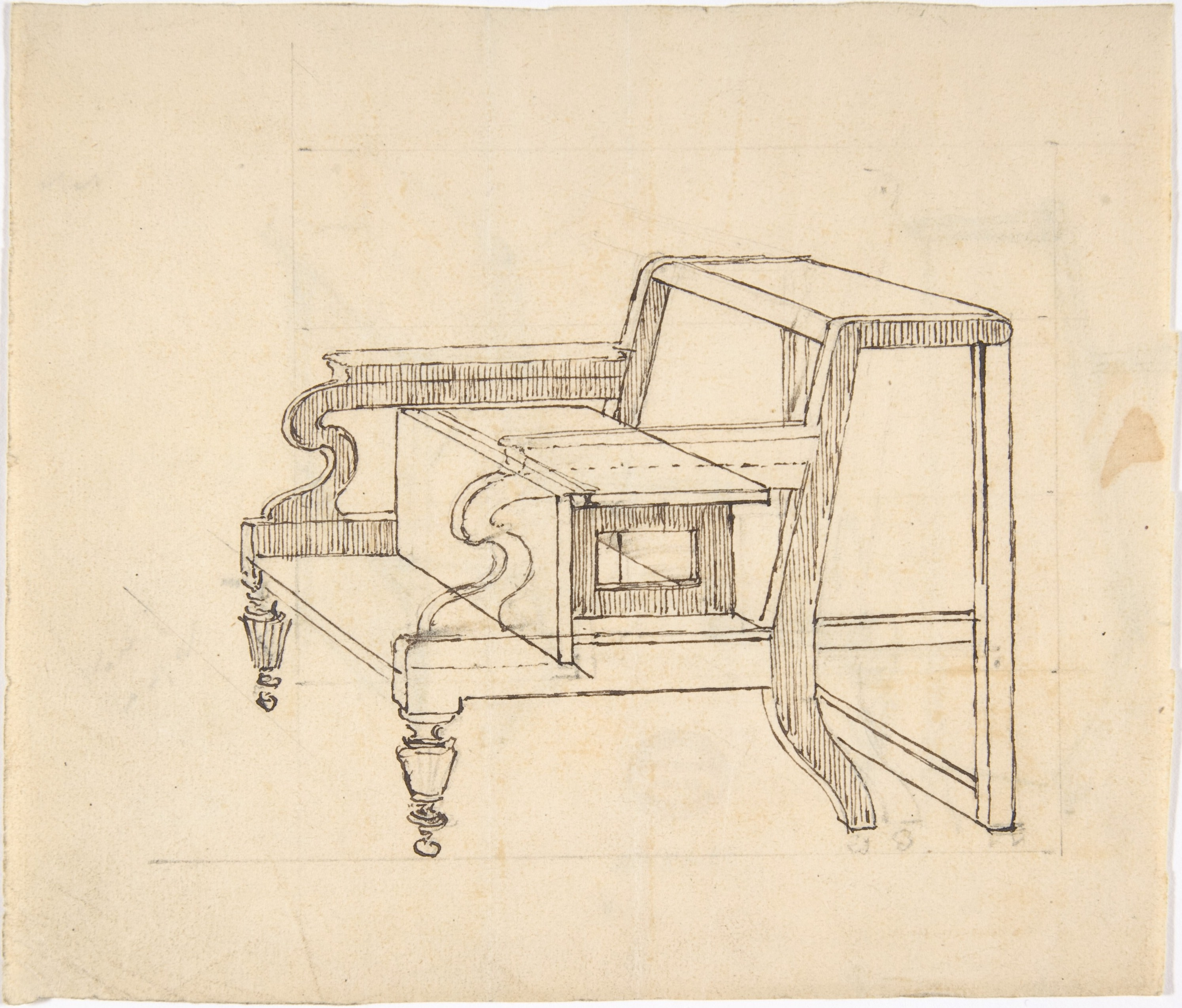
Un tipo de silla de escalones en la que el asiento se pliega para formar las caras superior y lateral de un escalón adicional, y un soporte desliza por debajo

Una silla de escalones, silla de biblioteca, silla de escalera, silla convertible o silla Franklin, es un mueble que se pliega para convertirse en una silla o en un pequeño conjunto de escalones o escaleras. Construir uno (generalmente al estilo de corte lateral-diagonal) es un proyecto de bricolaje popular.

## Historia

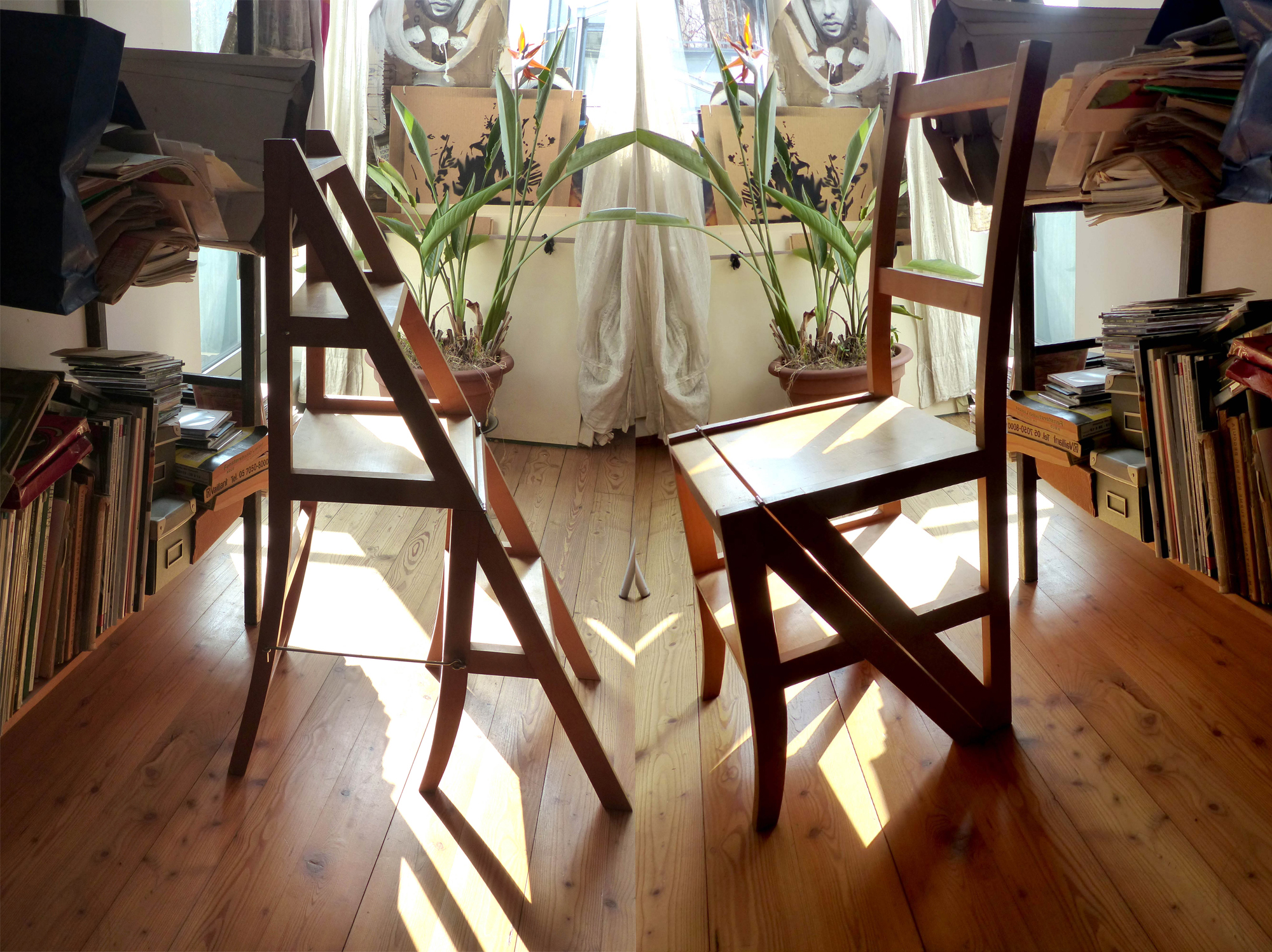
Foto compuesta de una silla de escalones, del tipo común de corte diagonal-lateral. La silla se muestra mirando en la misma dirección, una vez plegada en una silla y una vez plegada en un conjunto de escalones, de manera que la parte superior del respaldo de la silla toque el suelo.

A veces se dice que estas sillas fueron diseñadas por Benjamin Franklin . El propio Franklin quiso sentarse en una silla que diseñó para su biblioteca. Este diseño era común en la década de 1700, pero se recuperó de nuevo en la década de 1990. Su diseño a veces se atribuye a Thomas Jefferson, de ahí que también se puede llamar silla Jefferson. .

## Descripción
Esta silla se pliega de una manera ligeramente diferente de las sillas plegables de corte diagonal y lateral; el asiento gira hacia arriba, apoyándose contra el respaldo reclinado de la silla y formando tres escalones; un anteriormente escondido bajo y paralelo al asiento, y dos pegados verticalmente a lo largo del borde delantera y la línea media del asiento.
Una forma variante tiene una tercera posición, en la que la parte posterior de la silla se convierte en una tabla de planchar. Entonces se conoce como silla tres en una o silla de soltero.  Se ha descrito como apto para apartamentos pequeños.